# È stato il figlio
È stato il figlio  è un film del 2012 diretto da Daniele Ciprì.
Si tratta del primo film che Ciprì dirige da solo (in precedenza sempre in coppia con Franco Maresco), tratto dal romanzo omonimo di Roberto Alajmo.
Alla 69ª Mostra internazionale d'arte cinematografica di Venezia il film, proiettato in versione originale (italiano e siciliano) con sottotitoli in inglese il 1º settembre 2012, ha ottenuto dalla giuria il premio "per il miglior contributo tecnico", consegnato in data 8 settembre a Daniele Ciprì per la fotografia.

## Trama
Un uomo, seduto in un ufficio postale, racconta alle persone in attesa le vicende della disagiata famiglia Ciraulo, composta dal capofamiglia Nicola con la moglie Loredana, i figli Tancredi e Serenella e i nonni Fonzio e Rosa, che vive in una continua precarietà. La vita della famiglia viene sconvolta dalla morte di Serenella, colpita da un proiettile vagante. L'uccisione della piccola apre uno spiraglio inatteso: il risarcimento economico che lo Stato riserva alle vittime di mafia. Il denaro, però, tarda a essere erogato e la famiglia è costretta a rivolgersi ai prestiti di un usuraio. Quando la grossa somma arriva, una volta decurtata dell'importo da restituire all'usuraio, basta ai Ciraulo per procedere a un grande investimento che dovrebbe riscattare la misera vita della famiglia: per volere di Nicola, esso sarà l'acquisto di una lussuosa automobile. L'arrivo della Mercedes segna la rovina della famiglia. Nicola, infatti, sviluppa fin da subito un'ossessione per la nuova auto, pulendole la carrozzeria più volte al giorno, fino ad arrivare a svegliarsi nel cuore della notte a ogni minimo rumore, per timore che qualcuno possa rubargli l'auto, e a trascurare il lavoro pur di non separarsi dall'auto.
La tragedia è dietro l'angolo. Istigato dal cugino Masino, Tancredi ruba la Mercedes per andare con lui al cinema, ma tornando a casa graffia accidentalmente la carrozzeria della macchina. Il mattino seguente Nicola scopre il danno e, colto da una rabbia cieca, inizia a picchiare selvaggiamente il figlio. Masino accorre in aiuto del cugino; dopo esser stato colpito dall'incollerito zio, lo uccide a colpi di pistola. La famiglia — a cui dà voce la nonna, la massima autorità — decide di riversare la colpa dell'omicidio su Tancredi. Morto Nicola, infatti, l'unico in grado di mantenerli è Masino, e la famiglia non può permettersi di farlo andare in carcere per l'omicidio dello zio. Tancredi, dopo molte proteste, accetta passivamente il ruolo di capro espiatorio e aspetta l'arrivo dei carabinieri per farsi arrestare.

## Produzione
Nonostante la storia sia ambientata a Palermo (nella fattispecie nei quartieri dello ZEN e della Kalsa), il film è stato girato interamente in Puglia, per via del fatto d'esser stato finanziato con i fondi della Apulia Film Commission. Le riprese si sono tenute nella città di Brindisi, per l'esattezza nei quartieri popolari di Paradiso (a piazza Antonio de Ferraris), Commenda (alle locali Poste) e Bozzano, ed in misura minore in altri comuni del brindisino, come Mesagne e San Pancrazio Salentino.
Il film è una coproduzione italo-francese della Passione e Babe Films, in collaborazione con Rai Cinema e Palomar, a sua volta in associazione con Aleteia Communication Faro Film.

## Distribuzione
Il costo del film è stimato in 2.100.000 euro. La pellicola, disponibile nelle sale dal 14 settembre 2012, è distribuita da Fandango. In Italia ha incassato 875.084 euro.

## Riconoscimenti
- 2012 - Mostra del cinema di Venezia
  - Premio Marcello Mastroianni a Fabrizio Falco
  - Osella d'oro a Daniele Ciprì
  - Premio UNICEF
  - Candidatura al Leone d'oro
- 2012 - London Film Festival
  - Candidatura come Miglior film
- 2013 - Globo d'oro
  - Migliore regista a Daniele Ciprì
- 2013 - Nastro d'argento
  - Candidatura come Migliori costumi a Grazia Colombini
- 2013 - David di Donatello
  - Candidatura come Migliore costumista a Grazia Colombini
  - Candidatura come Migliore scenografo a Marco Dentici
- 2013 - Bobbio Film Festival
  - Premio speciale Libertà - Miglior Opera Prima e Premio del Pubblico a Daniele Ciprì